# گلیکون
گلیکون (یونانی باستان: Γλύκων) خدای مار باستانی بود. او یک فرقه بزرگ و تأثیرگذار در امپراتوری روم در قرن دوم داشت، طنزپرداز همان دوران لوسیان شمش شادی مرجع ادبی اولیه به این خدا است. لوسیان ادعا می‌کرد که گلیکون در اواسط قرن دوم توسط پیامبر یونانی الکساندر آبونوتیخوسی ساخته شده‌است. لوسیان نسبت به این فرقه خشمگین و بدگمان بود، الکساندر را پیامبر دروغین خواند و کل فرقه را به دروغگویی متهم کرد.